# 시라카와 요시노리
시라카와 요시노리(일본어: 白川義則, 1869년 1월 24일 ~ 1932년 5월 26일)는 일본 제국 육군의 군인이다.
시라카와 요시노리는 상하이 파견군 사령관 · 관동군 사령관· 육군 대신· 군사 참의관 등 일본의 여러 요직을 역임한 군인으로, 1932년 4월 훙커우 공원에서 벌어진 천장절 축하 행사에서 윤봉길이 던진 폭탄에 맞아 중상을 입고 1932년 5월, 사망하였다.

## 생애와 경력
시라카와 요시노리는 마쓰야마 번 무사의 아들로 태어났다. 일본 육군사관학교를 나온 그는 1890년 육군 소위로 임관되었고 1891년 육군 중위가 되었다.
1893년에 일본 육군대학교에 입학했지만, 청일 전쟁으로 인해 중퇴하였다. 1895년에 일본 육군대학에 복학하였고, 1898년에는 대위로 진급하여 같은 해 12월에는 일본 육군대학을 나왔다.
1903년에 육군 소좌가 되었고, 러일 전쟁에 참전해 전시 중인 1905년에 제13사단 참모로 자리를 옮겼다. 같은 해부터 육군성 인사국에서 근무하였다.
1919년에 육군 소장으로 진급하여 일본 육군사관학교장이 되었다. 1923년에 관동군 사령관이 되었으며, 1925년에 육군 대장으로 진급하였다. 1926년에 군사 참의관으로 자리를 옮겼으며, 1927년에 다나카 기이치 내각의 육군 대신이 되었다.
시라카와는 1929년에 육군 대신에서 물러나 다시 군사 참의관이 되었고, 1932년에 제1차 상하이 사변이 터지면서 상하이 파견군 사령관이 되어 중국 19로군을 토벌하는 역할을 맡았다.

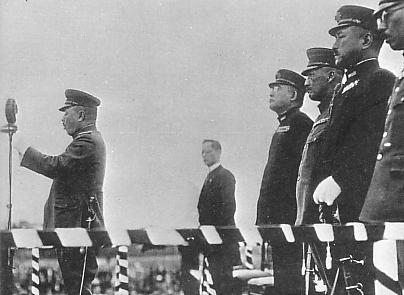
사건 직전의 일본 요인들. (왼쪽부터 시라카와, 시게미쓰, 노무라)

### 훙커우 공원 폭탄투척 사건
시라카와는 1932년 4월 29일에 상하이의 홍커우 공원에서 행해진 천장절 축하 행사 당시, 김구의 사주로 윤봉길이 던진 물통 폭탄에 의해 중상을 입었다. 그 밖에 상하이의 일본인 거류민단장 가와바타, 제9사단장 우에다 겐키치 중장, 제3함대 사령장관 노무라 기치사부로, 상하이 공사 시게미쓰 마모루, 상하이 총영사 무라이 등도 큰 부상을 입었다.
특히 시게미쓰는 한쪽 다리를 잃었고, 노무라는 외눈이 되었다. 중상을 입은 시라카와는 무려 12번의 수술을 받았지만, 1932년 5월 26일, 상태가 악화되어 사망하였다.